# Hyaloriaceae
Hyaloriaceae Lindau – rodzina grzybów znajdująca się w rzędzie uszakowców (Auriculariales).

## Systematyka
Pozycja w klasyfikacji według Index Fungorum: Auriculariales, Auriculariomycetidae, Agaricomycetes, Agaricomycotina, Basidiomycota, Fungi.
Według Dictionary of the Fungi do rodziny Hyaluriaceae należą:
- Helicomyxa R. Kirschner & Chee J. Chen 2004
- Hyaloria Möller 1895
- Myxarium Wallr. 1833[2] – śluzaczek

Polskie nazwy na podstawie pracy Władysława Wojewody z 2003 r.

## Charakterystyka
Gatunki należące do tej rodziny mają galaretowate owocniki, które wytwarzają zarodniki na podstawkach z przegrodami i z tego powodu były dawniej określane jako „heterobasidiomycetes” lub „grzyby galaretowate”. Wszystkie prawdopodobnie są saprotroficzne i rosną na martwym drewnie lub szczątkach roślin. Obecnie do Hyaloriaceae zalicza się mniej niż 30 gatunków, ale rodzina ta nie została szeroko zbadana. Są na świecie szeroko rozprzestrzenione.
Wstępne badania molekularne, oparte na analizie kladystycznej sekwencji DNA, potwierdziły umiejscowienie Hyaloriaceae w obrębie Aurculariales, a także potwierdziły umieszczenie przez Wellsa rodzaju Myxarium w rodzinie.